# Dysrupcja
Dysrupcja, przerwanie (łac. dysruptio, ang. disruption) – w medycynie, rodzaj wady wrodzonej powstały wskutek zmiany zaszłej w strukturach, które poprzednio rozwijały się prawidłowo. 
Przykładem dysrupcji są wady wrodzone obserwowane w zespole pasm owodniowych.